# 우가야후키아에즈
우가야후키아에즈(ウガヤフキアエズ)는 일본 신화의 신이다.

## 개요
히코호호테미노미코토(彦火火出見尊) 즉, 야마사치히코(山幸彦)와 해신(海神)의 딸인 도요타마히메(豊玉姫)의 아들이다. 고사기에는 아마쓰히코히코나기사타케우가야후키아에즈노미코토(天津日高日子波限建鵜草葺不合命), 일본서기에는 히코나기사타케우가야후키아에즈노미코토(彦波瀲武鸕鶿草葺不合尊)로 표기하고 있다.
우가야후키아에즈가 지상으로 돌아가게 되자 불안해진 어머니 도요타마히메(豊玉姫)는 동생인 다마요리히메(玉依姫)를 아들과 혼인시킨다. 혼인 후 4명의 아들을 낳았는데 그 중 막내인 가무야마토이와레히노미코토(神倭伊波禮琵古命) 즉, 진무 천황(神武天皇)이 야마토를 정복하고 기원전 660년 2월 11일 가시하라노미야(橿原宮)에서 일본 제1대 천황으로 즉위하게 된다. 이 날은 일본의 건국 기념일이기도 하다.

## 가족관계
- 부친: 야마사치히코(山幸彦) - 호오리노미코토(火遠理命)라고도 한다.
- 모친: 도요타마히메(豊玉姫)
  - 부인: 다마요리히메(玉依姫) - 모친인 도요타마히메(豊玉姫)의 동생. 우가야후키아에즈의 아내인 동시에 이모.
    - 1남: 이쓰세노미코토(五瀬命?~?)
    - 2남: 이나히노미코토(稲飯命?~?)
    - 3남: 미케누노미코토(御毛沼命?~?)
    - 4남: 가무야마토이와레히코노미코토(神倭伊波禮琵古命) - 일본 제1대 천황인 진무 천황(神武天皇)

## 참고 서적
- 日本の神々神徳・由来事典　神話と信仰にみる神祇・垂迹の姿[1]